# Come Cretinetti paga i debiti
Come Cretinetti paga i debiti è un cortometraggio del 1909 diretto da André Deed.

## Trama
Con una sorprendente capacità di eludere le situazioni più difficili, Cretinetti non ha fretta di pagare i suoi creditori.